# Antares Rupes
L'Antares Rupes è una struttura geologica della superficie di Mercurio.